# Coprinellus radians
Coprinellus radians es una especie de hongo en la familia Psathyrellaceae. Fue descrito por primera vez en 1828 como  Agaricus radians por el micólogo John Baptiste Henri Joseph Desmazières, posteriormente fue transferido al género Coprinellus en 2001.